# Coelophysoidea
I celofisoidi (Coelophysoidea) sono una superfamiglia di dinosauri vissuti tra la fine del Triassico e l'inizio del Giurassico.

## Piccoli carnivori e grandi branchi
Questi animali erano sostanzialmente agili carnivori bipedi, dalle forme piuttosto simili a quelle dei successivi celurosauri, nei quali un tempo erano classificati. Oggi si ritiene che i celofisoidi fossero in realtà dinosauri ben più primitivi, posti vicino all'origine del gruppo dei teropodi. 
Generalmente, i celofisoidi erano piuttosto piccoli, nell'ordine di 1,2 - 3 metri di lunghezza, ma si conoscono anche forme di grandi dimensioni. Tutti, però, possedevano una struttura corporea gracile, un corpo allungato, un collo piuttosto lungo e della zampe snelle. In molte specie il cranio era dotato di sottili creste. 
Alcune specie potrebbero aver vissuto in branchi, dal momento che sono stati ritrovati grandi accumuli di scheletri. Questa "abbondanza" ha permesso di riconoscere due tipologie: robusta e gracile. Le forme robuste possiedono colli più lunghi, ossa delle zampe più spesse e zone d'inserzioni per i muscoli più sviluppate delle forme gracili.

## Caratteristiche evolute
Dalla distribuzione quasi cosmopolita, i celofisoidi sono spesso avvicinati al gruppo dei ceratosauri, ma alcune caratteristiche particolari permettono di classificarli come un gruppo a sé stante. Nonostante la loro antichità, infatti, i celofisoidi possiedono alcune caratteristiche evolute, come la particolare articolazione di mascellare e premascellare, che permette una discreta flessibilità e lascia uno spazio (diastema) tra i denti, finendo per conferire al cranio un aspetto "da coccodrillo".

## Due gruppi
Tra i celofisoidi esistono principalmente due gruppi: uno comprende forme piccole, dal corpo molto allungato (come Coelophysis), e l'altro comprende animali di maggiori dimensioni (come Dilophosaurus). I primi vengono spesso classificati come celofisidi o podokesauridi, mentre i secondi un tempo venivano raggruppati nella famiglia degli alticosauridi. 
Vi sono molti resti fossili di celofisoidi non ancora descritti, tra cui moltissimo materiale proveniente dal Giurassico inferiore degli Stati Uniti, della Scozia, del Messico. È anche possibile che alcuni resti provenienti dal Triassico medio del Brasile appartengano a un celofisoide.